# Brown Mpinganjira
Brown James Mpinganjira (Mulanje, 7 de noviembre de 1950) es un periodista y político malauí que ejerció cargos ministeriales en Malaui durante las presidencias de Bakili Muluzi (1994-2004) y nuevamente durante la de Joyce Banda (2012-2014). Fue miembro del Frente Democrático Unido (UDF) y Alianza Democrática Nacional (NDA), siendo candidato presidencial de esta última en las elecciones generales de 2004.

## Biografía
Nacido en Mulanje en 1950, Mpinganjira trabajó en la estatal Malawi Broadcasting Corporation antes de convertirse en el Oficial Principal de Información en el Departamento de Servicios de Información del Gobierno de Malaui en 1982. En 1985 fue ascendido a Director Adjunto de Información, cargo que ocupó durante un año. Mpinganjira fue detenido bajo el régimen de Hastings Kamuzu Banda en 1986 y pasó un tiempo en la prisión de Mikuyu en Zomba hasta su liberación en 1991. Durante su encarcelamiento, Mpinganjira, junto con otros detenidos, inició operaciones buscando la intervención internacional para poner fin al sistema de partido único. Tras su liberación en 1991, Mpinganjira comenzó a trabajar para el British Council, lo que le proporcionó la cobertura perfecta para establecer contactos externos y continuar la lucha que había iniciado en prisión. Cofundó el entonces grupo de presión UDF e hizo campaña por una democracia multipartidista. También tenía un periódico clandestino titulado "nkhani za ku Malawi", que utilizaba para sensibilizar a la población sobre las violaciones de derechos humanos que se estaban produciendo en Malaui.
Después de que Bakili Muluzi fuera elegido presidente de Malaui en 1994, Mpinganjira se convirtió inicialmente en Ministro de Información y Radiodifusión y, en una doble función, Ministro de Correos y Telecomunicaciones en su gabinete. Tras una reorganización del gabinete, sirvió como Ministro de Educación de 1997 a 1999 y también como Ministro de Deportes y Cultura de 1998 a 1999. Como parte de otra reorganización del gobierno, reemplazó a Mapopa Chipeta como Ministro de Asuntos Exteriores el 28 de junio de 1999 y ocupó este cargo hasta su reemplazo por Lilian Patel en 2000.
Mpinganjira, ahora presidente de la Alianza Democrática Nacional, fue arrestado en octubre de 2001 por presunta participación en un intento de golpe de Estado de marzo de 2001 y liberado en diciembre después de que se apelara el veredicto del Tribunal. En las elecciones presidenciales del 20 de mayo de 2004, fue candidato presidencial de la NDA, ubicándose en cuarto lugar entre cinco candidatos detrás de Bingu wa Mutharika, John Tembo y Gwanda Chakuamba, ubicándose solo por encima del vicepresidente saliente Justin Malewezi. Retornó al UDF después de su derrota. En las elecciones de 2009 se presentó sin éxito al cargo de vicepresidente como compañero de fórmula de John Tembo, quien, sin embargo, fue derrotado nuevamente por Mutharika, recibiendo el 30,49 %.
En 2013, Mpinganjira fue nombrado Ministro de Irrigación y Desarrollo del Agua por la presidenta Joyce Banda y, tras una reorganización del gabinete en 2013, se desempeñó como Ministro de Información y Educación Cívica hasta el final del mandato de Banda el 31 de mayo de 2014.